# Апулей

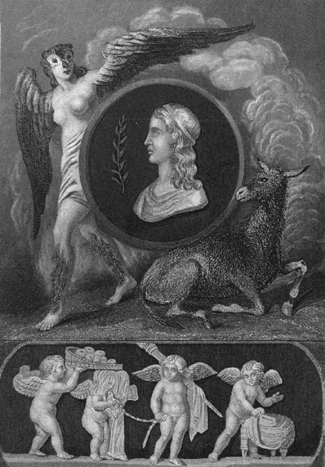
Фронтиспис к изданию сочинений Апулея 1902 года. Писателя окружают превращённый в осла Луций и Памфила, обращающаяся в птицу.

Луций Апуле́й (лат. Apuleius, родился в 124/125 н. э. в Мадавре, римская провинция Африка) — древнеримский писатель и поэт, философ-платоник, ритор, автор знаменитого романа «Метаморфозы» («Золотой осёл»). Сохранившиеся труды Апулея написаны на латинском языке.

## Биография
Основной источник биографических сведений об Апулее — его же собственная «Апология». Несколько деталей биографии можно найти также в его «Флоридах».
Родился в городе Мадавре римской провинции Африка, расположенном на границе Нумидии и владений гетулов, отчего называл себя порой «полунумидийцем-полугетулом». Образование завершал в Афинах, где изучал греческий язык, литературу и философию. Как он сам говорит во «Флоридах»: «Я пил в Афинах и из иных чаш: из чаши поэтического вымысла, из светлой чаши геометрии, из терпкой чаши диалектики, но в особенности из чаши всеохватывающей философии — этой бездонной нектарной чаши». Оттуда он переселился в Рим, где занимался некоторое время написанием речей для судебных процессов. Однако жизнь в имперской столице показалась ему слишком дорогой, и он вернулся на родину.
Где-то в 155—158 годах предпринял путешествие в Александрию, но по пути заболел и задержался в городе Эе (на территории современного Триполи). Воспользовавшись гостеприимством случайно встреченного соученика, знакомого ему по Афинам, остановился у него. Мать этого соученика, богатая вдова Пудентилла, до того отказывавшаяся, несмотря на настояния семьи, выйти снова замуж, влюбилась в Апулея и неожиданно дала согласие на брак. Раздосадованные родственники покойного мужа Пудентиллы обвинили Апулея в занятиях магией и в том, что он колдовством склонил Пудентиллу стать его женой. Апулей сам защищал себя в суде и был оправдан, его «Апология, или Речь в защиту самого себя от обвинения в магии» дошла до наших дней.
Из отдельных упоминаний в отрывках его речей следует, что позднее Апулей переселился в Карфаген, где был верховным жрецом провинции и дважды удостаивался статуй. Вероятно, являлся приверженцем культа Исиды, крайне негативно и саркастически изобразил в «Метаморфозах» жрецов Сирийской богини. Однако существует мнение, что Апулей был ранним христианином. Из упоминания  в его поздних речах некоторых имён следует, что в 170-х годах он был ещё жив. Время и место его смерти неизвестны.
Аврелий Августин, который сам обучался в Мадавре, не раз упоминает Апулея в труде «О граде Божьем» и отдельных письмах, называя его «африканец, наиболее известный из наших африканцев» (лат. qui nobis Afris Afer est notior). Для Августина это маг, чьи чудеса в глазах противников христианства превосходили сотворённые Христом, а его «Метаморфозы» — повествование о действительно пережитом их автором превращении.
О предках Луция Апулея ничего не известно. Он сам лишь упоминал, что является родственником Плутарха по материнской линии. Скорее всего, это авторская мистификация, так как сам Апулей до этого восторженно отзывался о сочинениях Плутарха.

## Творчество

«Амур и Психея», Лувр.

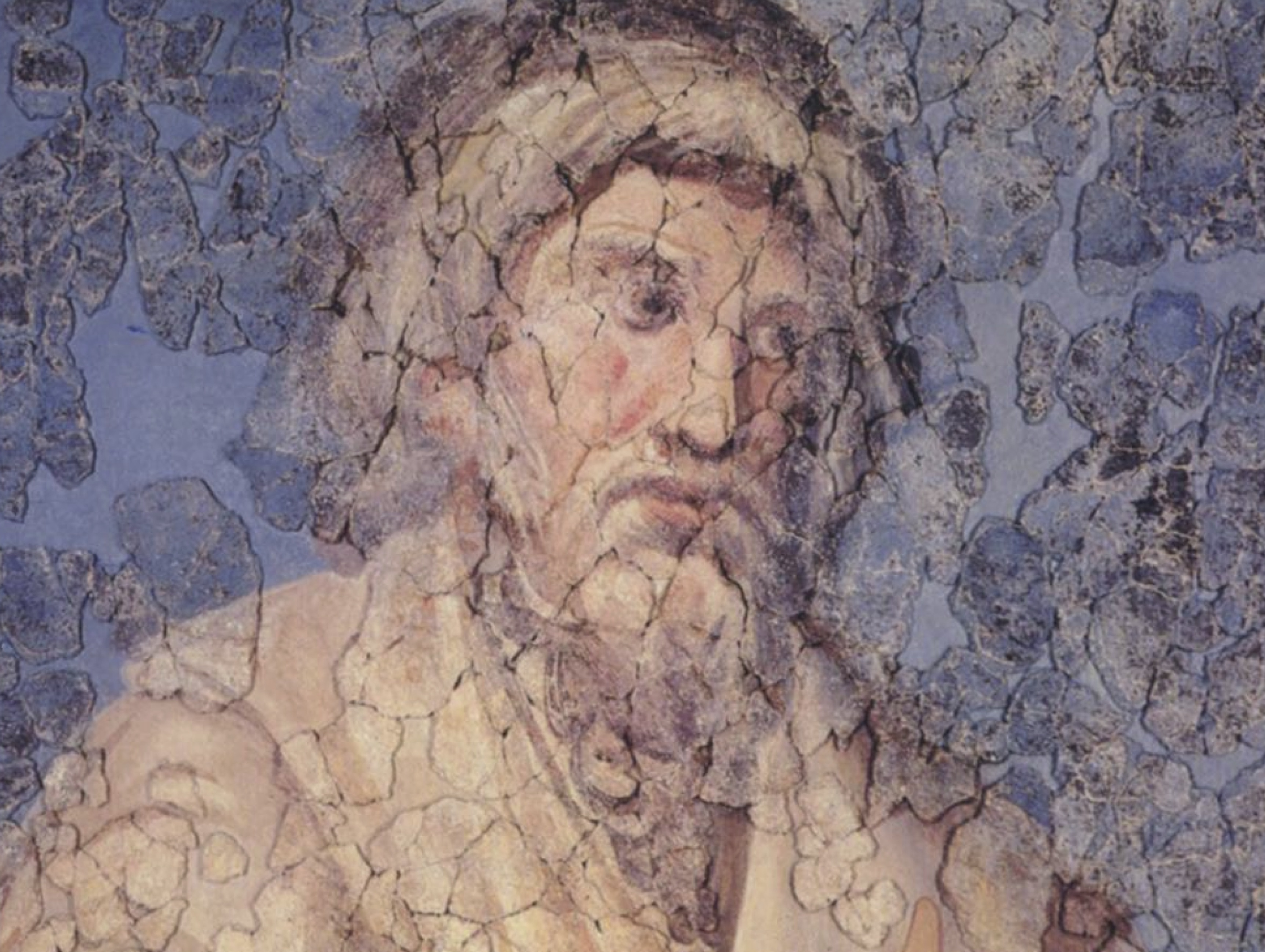
Поздняя античная роспись потолка ок. 330 г., возможно, изображение Апулея

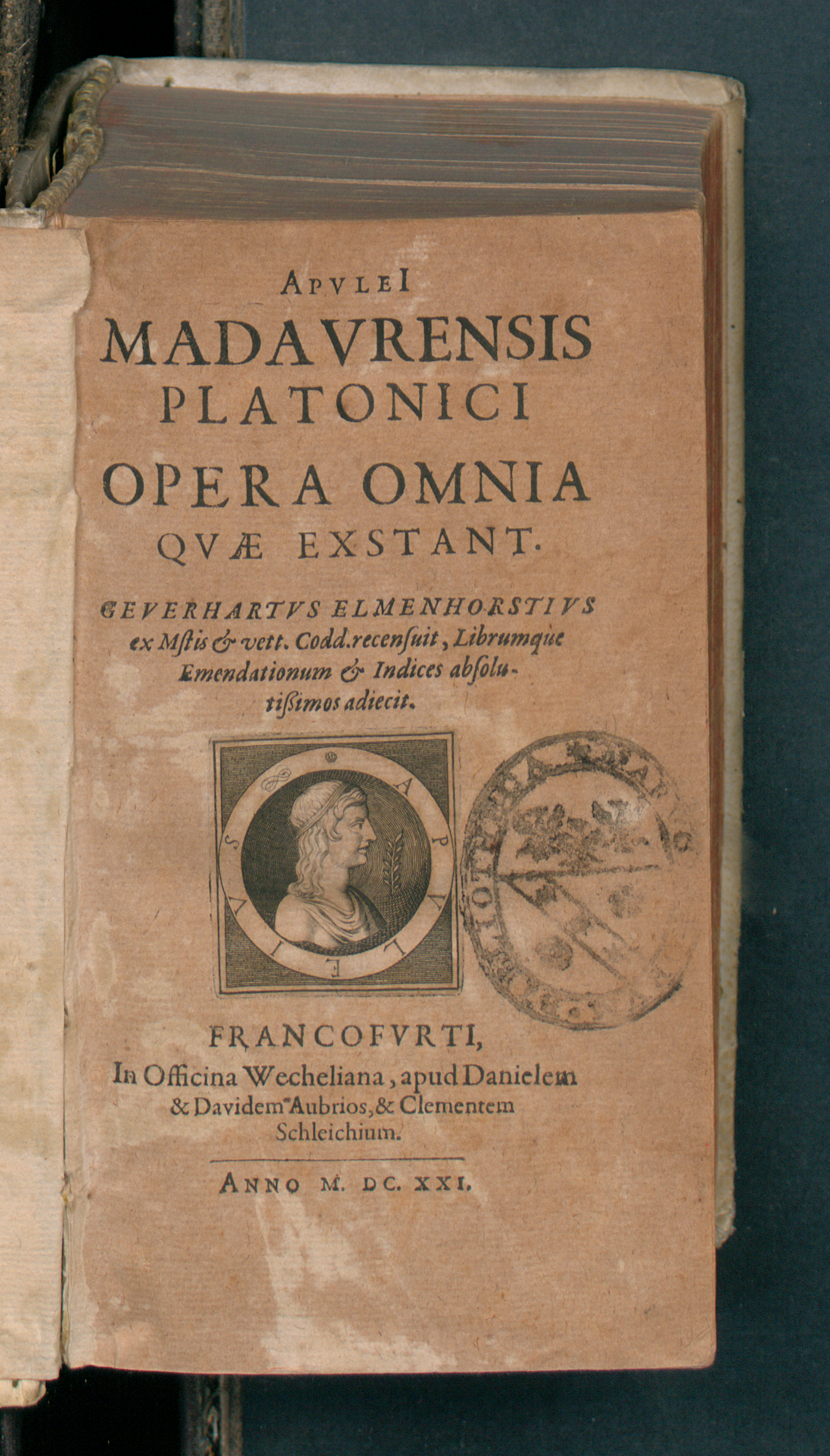
Опера омния Апулея (1621 г.)

Сохранились следующие сочинения Апулея (на латинском языке):
- «Метаморфозы в XI книгах» (Metamorphoseon libri XI). Со времён блаж. Августина это сочинение называется также «Золотой осёл» (Asinus aureus), где эпитет «золотой» относится к художественным достоинствам произведения.
- «Апология» (Apologia, заголовок неаутентичный; оригинальное название — Pro se de magia, чаще сокращённо — De magia). Традиционно считается речью, которую Апулей держал в свою защиту против обвинения в магии. Некоторые современные исследователи считают «Апологию» не столько реальной записью ораторского выступления Апулея, сколько литературной фикцией, сочинением «в жанре апологии»[7].
- «Флориды» (Florida). Фрагментарное собрание 23 речей и лекций Апулея. Античная традиция делит «Флориды» на 4 книги. Дошедший до нас текст представляет собой анонимную (предполагаемый автор обработки — ритор Крисп Салюстий, конец IV в.) конспективную обработку некогда масштабной книги.
- «О божестве Сократа» (De deo Socratis). Рассуждение о природе «даймона» у Сократа и о существовании промежуточных существ между богами и людьми.
- «О Платоне и его учении» (De Platone et eius dogmate). Изложение натурфилософии и этики Платона.
- «О мире» (De mundo). Латинский пересказ трактата перипатетической школы (ранее приписывался Аристотелю).

Самостоятельную литературную ценность представляет «Сказка об Амуре и Психее», одна из 11 вставных новелл романа «Метаморфозы». Она неоднократно перелагалась в разных странах, в том числе в России (И. Ф. Богданович, С. Т. Аксаков) и была много раз воспроизведена в различных художественных произведениях, например у Рафаэля и Торвальдсена. Сюжеты из романа заимствовали Боккаччо, Сервантес, Филдинг, Смоллетт и многие другие.
Присциан и Фульгенций упоминают художественный роман Апулея «Гермагор» (Hermagoras; не сохранился). По мнению Марии Грабарь-Пассек, именно в роли романиста Апулей раскрывает свой явный и яркий талант; во всём остальном, не исключая и стихов (примеры которых сохранились в «Апологии») он не превосходит уровень обычного ритора, свои же философские дарования он склонен переоценивать. Стихи Апулея сохранились фрагментарно.
Апулей активно способствовал ассимиляции греческой учёности в Риме. Он изложил по-латыни трактаты Аристотеля «Об истолковании» и «О мире» (авторство Аристотеля оспаривается), в отдельном большом труде пересказал философское учение Платона. Согласно Кассиодору, Апулей также перевёл на латынь «Введение в арифметику» Никомаха Герасского.

## Издания и переводы
Полные критические издания трудов Апулея были опубликованы в немецком издательстве Teubner (под редакцией Рудольфа Хельма и Клаудио Морескини) и французском Les Belles Lettres (редакторы Дональд Робертсон, Поль Валетт и Жан Боже́). Критические издания отдельных трудов Апулея публикуют и другие издательства.
Лейпцигское (Teubner) критическое издание:
- Apulei Platonici Madaurensis opera quae supersunt. Teubner, Leipzig bzw. Stuttgart und Leipzig
  - Bd. 1: Metamorphoseon libri XI, ed. Rudolf Helm. Leipzig, 1955 (репринт издания 1931 г., на сс.297–301 addenda et corrigenda)
  - Bd. 2/1: Pro se de magia liber (Apologia), ed. Rudolf Helm. Leipzig, 1972
  - Bd. 2/2: Florida, ed. Rudolf Helm. Stuttgart; Leipzig, 1993. ISBN 3-8154-1057-6 (репринт издания 1959 г.)
  - Bd. 3: De philosophia libri, ed. Claudio Moreschini. Stuttgart; Leipzig, 1991. ISBN 3-519-01058-5 (философские труды и фрагменты, включая те, в которых авторство Апулея оспаривается)

Парижское (Les Belle Lettres ) критическое издание (также французский перевод и комментарий):
- Les Métamorphoses, ed. Donald Struan Robertson et Paul Vallette. Paris 1985, 1989, 2000.
  - Vol. 1 (lib. 1–3). Paris, 1989, ISBN 2-251-01009-2 (репринт 1-го изд. 1940 г.)
  - Vol. 2 (lib. 4–6). Paris, 2000. ISBN 2-251-01010-6 (репринт 7-го изд. 1992 г.)
  - Vol. 3 (lib. 7–11). Paris, 1985. ISBN 2-251-01011-4 (репринт 1-го изд. 1945 г.)
- Opuscules philosophiques: Du dieu de Socrate, Platon et sa doctrine, Du monde. Fragments. 2e ed. Texte établi, traduit et commenté par Jean Beaujeu. Paris, 2002. ISBN 2-251-01012-2 (первое его же издание - 1973).
- Apologie. Florides. Texte établi et traduit par P. Vallette. 3e ed. Paris, 1971.

Оксфордское (Oxford University Press): 
- Apulei metamorphoseon libri XI, ed. Maaike Zimmerman. Oxford, 2012. ISBN 978-0-19-927702-5.

### На русском языке
На русском языке «Метаморфозы» в переводе Ермила Кострова в первый раз опубликованы в 1781 году. Вероятно, именно об этом переводе говорится у Пушкина:
В те дни, когда в садах Лицея
Я безмятежно расцветал,
Читал охотно Апулея,
А Цицерона не читал
<...>«Евгений Онегин», Глава 8
В 1895 году вышел перевод «Метаморфоз» Н. М. Соколова, а в 1929 году перевод М. А. Кузмина. Позднее перевод Кузмина переиздавался с вызванными цензурными требованиями редакторскими правками А. И. Пиотровского.
В 1956 году в академической серии «Литературные памятники» вышли «Метаморфозы» (в переводе Кузмина), «Апология» и «Флориды» (перевод С. П. Маркиша).
В 1988 году под редакцией М. Л. Гаспарова вышла книга «Апулей. „Метаморфозы“ и другие сочинения». В сборник помимо «Метаморфоз» (в старом переводе Кузмина) вошли «Апология» (перевод E. Рабинович), «Флориды» (перевод P. Урбан) и (впервые) «О божестве Сократа» (перевод А. Кузнецова).
Трактат «О Платоне и его учении» в переводе Ю. А. Шичалина вышел в 1995 году в антологии «Учебники платоновской философии».